# Поляна (Гомельський район)
Поляна (біл. Паляна) — селище в Чонковській сільській раді Гомельського району Гомельської області Республіки Білорусь.

## Географія

### Розташування
За 3 км від Гомеля.

## Гідрографія
На річці Сож (притока річки Дніпро).

## Транспортна мережа
Поруч автошлях Чонки — Гомель. Планування складається із короткої дугоподібної вулиці, забудованої дерев'яними будинками садибного типу.

## Історія
Засноване на початку 1920-х років переселенцями із сусідніх сіл на колишніх поміщицьких землях. 1931 року жителі вступили до колгоспу. Під час німецько-радянської війни у жовтні 1943 року німецькі окупанти спалили 24 двори, 6 жителів загинули на фронті. У 1959 році у складі підсобного господарства «Чонки» виробничого об'єднання «Кристал» (центр — село Чонки).

## Населення

### Чисельність
- 2009 — 220 мешканців